# Nowa Korzeniówka
Nowa Korzeniówka – wieś w Polsce położona w województwie mazowieckim, w powiecie płockim, w gminie Gąbin.
W skład sołectwa Nowa Korzeniówka wchodzi także wieś Stara Korzeniówka.
W latach 1975–1998 miejscowość administracyjnie należała do województwa płockiego.
W roku 2025 miejscowość mimo wielu starań mieszkańców nadal nie ma dostępu do sieci światłowodowej i jest czarną owcą Gminy i Miasta Gąbin. burmistrz mimo wyborczych obietnic nie interesuje się losem mieszkańców.